# Alkylatbensin
Alkylatbensin är ett drivmedel som används i ottomotorer. Det är ett fossilt bränsle, men de tillåtna halterna av bland annat bensen och aromater är betydligt lägre än för bensin Då bensen och aromater är hälsofarliga och toxiska minskar påverkan på omgivningen i små bensinmotorer som saknar avgasrening. Det huvudsakliga användningsområdet är därför gräsklippare, kantklippare, motorsågar, röjsågar och utombordare på småbåtar. Alkylatbensin går att använda i alla tvåtaktsmotorer, även högprestandavarianter så som tävlingsbåtmotorer.
För en äldre utombordare av tvåtaktstyp kan de hälsofarliga utsläppen minskas med 80–90 %. Miljövinsten (jämfört med bensin) är störst i vikar och grunda vatten där ekosystemet är särskilt känsligt.
Alkylatbensin tillverkas genom att bensinsorter som inte innehåller aromater, olefiner eller svavel blandas ;

## Exempel på alkylatbensin
- Teknisk alkylatbensin, som framställs genom alkylering av lätta olefiner med lätta paraffiner, till exempel iso-buten med isobutan, butan och propan. Lätta olefiner uppstår genom så kallade krackningsprocesser i ett modernt oljeraffinaderi. Lätta paraffiner kan också uppstå, och de finns även i råolja.
- Isomerisatbensin, som framställs genom katalytisk isomerisering av lätta paraffiner (alkaner), till exempel pentan, hexan, iso-pentan och iso-hexan.
- Polymerisatbensin, som framställs genom så kallad oligomerisering av lätta olefiner, till exempel propen, buten och penten. Då fraktioner av råolja krackas med hjälp av katalysiska processer i ett oljeraffinaderi, bildas mindre molekyler ur råoljan, till exempel lätta oljefiner. Polymerisatet görs av olefiner, men slutprodukten är en lätt paraffin (alkan).
- Butangas, som framställs på vissa oljeraffinaderier, och som löser sig i bensin. Den är ren och ger rena avgaser vid förbränning.